# Āb Chenār-e Soflá
Āb Chenār-e Soflá (persiska: آب چِنارِ سُفلَى) är en ort i Iran.   Den ligger i provinsen Chahar Mahal och Bakhtiari, i den centrala delen av landet, 500 km söder om huvudstaden Teheran. Āb Chenār-e Soflá ligger 1 671 meter över havet och antalet invånare är 814.
Terrängen runt Āb Chenār-e Soflá är kuperad österut, men västerut är den bergig. Terrängen runt Āb Chenār-e Soflá sluttar söderut. Runt Āb Chenār-e Soflá är det ganska glesbefolkat, med 38 invånare per kvadratkilometer. Närmaste större samhälle är Bar Āftāb-e Mīlās, 18,4 km öster om Āb Chenār-e Soflá. Omgivningarna runt Āb Chenār-e Soflá är i huvudsak ett öppet busklandskap.